# Thruston Ballard Morton
Thruston Ballard Morton (Louisville, 1907. augusztus 19. – Louisville, 1982. augusztus 14.) az Amerikai Egyesült Államok szenátora (Kentucky, 1957–1968).